# Robert Rantoul, Jr.

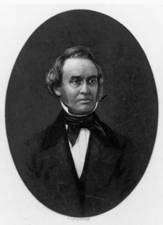
Robert Rantoul, Jr.

Robert Rantoul, Jr., född 13 augusti 1805 i Beverly i Massachusetts, död 7 augusti 1852 i Washington DC, var en amerikansk demokratisk politiker.
Han gick i skola i Phillips Academy och studerade vid Harvard University. Han arbetade som advokat i Massachusetts och var ledamot av Massachusetts House of Representatives, underhuset i delstatens lagstiftande församling, 1835-1839. Han var distriktsåklagare för Massachusetts 1846-1849.
Han var ledamot av USA:s senat från 1 februari till 3 mars 1851 och därefter ledamot av USA:s representanthus fram till sin död. Hans grav finns på Central Cemetery i Beverly.